# Heal (album Sacred Reich)
Heal – czwarty album studyjny amerykańskiej grupy thrashmetalowej Sacred Reich, wydany w 1996 roku nakładem Metal Blade Records. Obok autorskich kompozycji zespołu na płycie znalazła się przeróbka utworu Who Do You Want to Be? z repertuaru Oingo Boingo.

## Lista utworów
Opracowano na podstawie materiału źródłowego.
| Nr  | Tytuł utworu                    | Muzyka                  | Długość |
| --- | ------------------------------- | ----------------------- | ------- |
| 1.  | „Blue Suit, Brown Shirt”        | Phil Rind               | 2:27    |
| 2.  | „Heal”                          | Phil Rind               | 3:42    |
| 3.  | „Break Through”                 | Phil Rind, Wiley Arnett | 3:37    |
| 4.  | „Low”                           | Phil Rind               | 4:03    |
| 5.  | „Don't”                         | Phil Rind               | 2:51    |
| 6.  | „Jason's Idea”                  | Phil Rind               | 0:39    |
| 7.  | „Ask Ed”                        | Phil Rind, Wiley Arnett | 4:07    |
| 8.  | „Who Do You Want to Be?”        | Danny Elfman            | 2:22    |
| 9.  | „Seen Through My Eyes”          | Phil Rind               | 3:18    |
| 10. | „I Don't Care”                  | Phil Rind, Wiley Arnett | 3:16    |
| 11. | „The Power of the Written Word” | Phil Rind, Wiley Arnett | 2:37    |
|     |                                 |                         | 32:59   |

## Twórcy
Opracowano na podstawie materiału źródłowego.
Muzycy:
- Phil Rind – śpiew, gitara basowa
- Dave McClain – perkusja
- Wiley Arnett – gitara prowadząca
- Jason Rainey – gitara rytmiczna

Produkcja:
- Bill Metoyer, Sacred Reich - produkcja muzyczna